# (21225) 1995 GQ1
(21225) 1995 GQ1 est un astéroïde de la ceinture principale d'astéroïdes découvert en 1995.

## Description
(21225) 1995 GQ1 a été découvert le 1er avril 1995 à l'observatoire de Kitt Peak, situé dans l'Arizona (États-Unis), par le projet Spacewatch de l’université de l'Arizona.

### Caractéristiques orbitales
L'orbite de cet astéroïde est caractérisée par un demi-grand axe de 2,27 UA, un périhélie de 2,01 UA, une excentricité de 0,12 et une inclinaison de 4,59° par rapport à l'écliptique. Du fait de ces caractéristiques, à savoir un demi-grand axe compris entre 2 et 3,2 UA et un périhélie supérieur à 1,666 UA, il est classé, selon la JPL Small-Body Database, comme objet de la ceinture principale d'astéroïdes.

### Caractéristiques physiques
(21225) 1995 GQ1 a une magnitude absolue (H) de 15,2 et un albédo estimé à 0,030.